# John S. Tanner

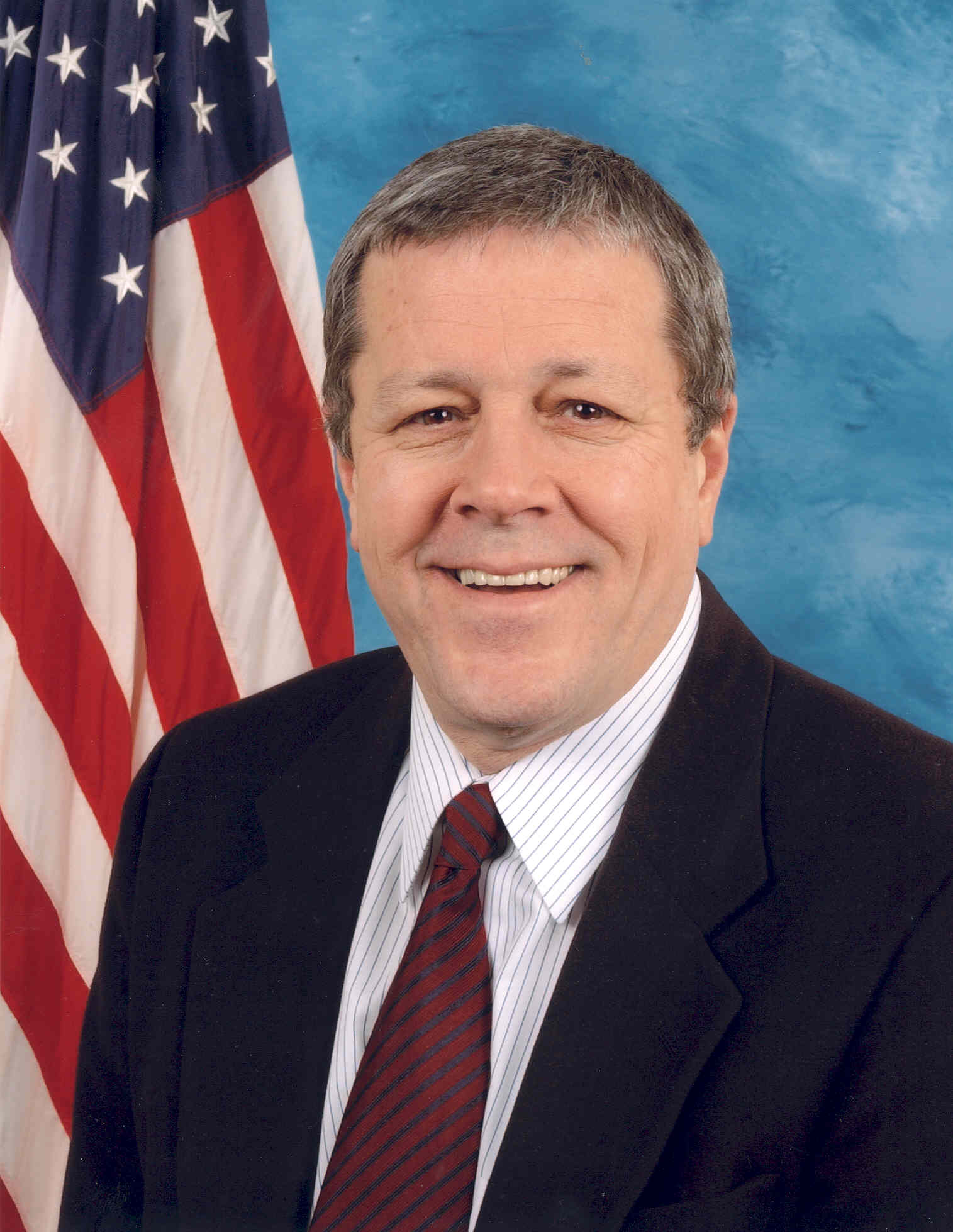
John S. Tanner

John S. Tanner, född 22 september 1944 i Halls, Tennessee, är en amerikansk demokratisk politiker. Han representerade delstaten Tennessees åttonde distrikt i USA:s representanthus 1989–2011.
Tanner studerade vid University of Tennessee. Han avlade 1966 kandidatexamen och 1968 juristexamen. Han tjänstgjorde i USA:s flotta 1968–1972.
Kongressledamot Ed Jones kandiderade inte till omval i kongressvalet 1988. Tanner besegrade republikanen Ed Bryant i valet och efterträdde Jones i representanthuset i januari 1989. År 2011 efterträddes han av republikanen Stephen Fincher.
Han är gift med Betty Ann Tanner och har två barn.